# Hatchet
Hatchet (prt: Hatchet - Pesadelo no Pântano; bra: Terror no Pântano) é um filme de terror e comédia norte-americano de 2006, do subgênero slasher, escrito e dirigido por Adam Green. O elenco teve as participações especiais de Robert Englund, Tony Todd e Joshua Leonard, astros de produções de terror de grande sucesso nas décadas de 1980 e 1990. O filme é estrelado por Joel David Moore, Tamara Feldman, Deon Richmond, Mercedes McNab e Parry Shen. Victor Crowley, o grande vilão do filme, é interpretado por Kane Hodder, que também interpretou o icônico Jason Voorhees em vários filmes da franquia Sexta-Feira 13.
O enredo gira em torno de dois amigos que se juntam a um grupo de turistas em uma excursão clandestina por um pântano assombrado em Nova Orleans. Eles acidentalmente ficam presos em meio à floresta e são perseguidos por um homem deformado, sobrenatural e vingativo que mata qualquer pessoa que entre no pântano. É contada também a dramática história da origem do monstro, que era na verdade o espírito morto-vivo de uma criança que nasceu com uma doença rara e acabou sendo morta acidentalmente pelo próprio pai, que só queria protegê-la do ataque de outras crianças. Tudo é mostrado no mais autêntico estilo "velha guarda" do cinema de horror dos anos 1980, com efeitos práticos, personagens estereotipados e mortes exageradas, o que pode ser interpretado como homenagem ou paródia a esses elementos.
A ideia de produzir Hatchet surgiu no início da década de 2000. Adam Green, diretor e roteirista, sentia-se incomodado com o que ele considerava ser a perda do fator diversão no cinema de horror norte-americano, entre outros motivos, devido à onda de refilmagens, uso de imagens geradas por computador em detrimento dos efeitos práticos e adaptações de filmes do cinema de horror asiático que eram tendência no gênero naquela época. Entusiasta do gênero e fã de filmes slasher, Green acreditava que era necessário trazer de volta o estilo dos filmes de terror da década de 1980. Então ele escreveu o roteiro de Hatchet inspirando-se numa história que ouviu na infância, sobre um monstro que morava numa cabana. O filme foi primeiramente exibido em circuitos de festivais de horror e fantasia, nos quais teve boa recepção, vencendo alguns prêmios por atuação e efeitos especiais. Embora considerado um dos filmes de terror independente mais promissores de 2007 pelo público e parte da crítica, recebeu avaliações diversas quando chegou ao circuito comercial. O lançamento oficial em diversos países, como Brasil e Portugal, se deu diretamente em vídeo.
Hatchet deu origem a uma série que já conta com quatro filmes. Hatchet II foi lançado em 2010 e começa exatamente de onde o primeiro filme termina, assim como Hatchet III é sequência direta da segunda parte. O quarto filme, cuja gravação foi realizada em segredo, foi nomeado Victor Crowley e lançado em 2017, como comemoração pelos dez anos do lançamento comercial do filme original nos Estados Unidos. Também em 2017 foi lançada uma série de livros de histórias em quadrinhos inspirada nas sanguinárias aventuras de Victor Crowley.

## Enredo
"Não é um remake. Não é uma sequência. Não é baseado em filme japonês. Mas você vai se surpreender."
Sampson (Robert Englund) e seu filho Ainsley (Joshua Leonard) estão pescando em um pântano. Ainsley sai do barco para urinar e Sampson pede silêncio. Pouco tempo depois, Ainsley encontra o pai morto e, em seguida, é atacado e morto por um ser monstruoso.
Durante uma celebração do Mardi Gras em Nova Orleans, um grupo de amigos, incluindo Ben (Joel David Moore) e seu melhor amigo Marcus (Deon Richmond), decidem fazer uma excursão por um pântano supostamente assombrado da região. Eles encontram a turnê fechada porque o guia, Reverendo Zombie (Tony Todd), foi processado por negligência. Reverendo Zombie sugere que eles procurem um outro guia turístico, o exagerado e inexperiente Shawn (Parry Shen). Marcus decide desistir do passeio, mas muda de ideia ao ver duas garotas de topless juntarem-se ao grupo: Misty (Mercedes McNab), uma atriz pornô pouco inteligente, e Jenna (Joleigh Fioreavanti), uma mandona e arrogante aspirante à atriz. Elas estão acompanhadas de Doug Shapiro (Joel Murray), que se diz cineasta.
Shawn leva Ben, Marcus e os demais ao ônibus da excursão. No veículo estão Jim (Richard Riehle) e Shannon (Patrika Darbo), um casal de idosos, e Marybeth (Tamara Feldman), uma jovem calada e de temperamento forte. Chegando ao pântano, os turistas percebem que Shawn não sabe o que está fazendo. Shapiro grava uma cena de Misty e Jenna para seu filme erótico, enquanto todos entram em um barco. Jack Cracker (John Carl Buechler), um desabrigado que vive no pântano, tenta alertá-los de que devem ir para longe dali. Shawn os conduz pelo pântano, passando por casas abandonadas, incluindo aquela onde Victor Crowley, um garoto deformado, teria vivido. O barco bate em uma pedra e começa a afundar, deixando-os encalhados.

Numa cena gore marcante do filme, Victor Crowley mata uma de suas vítimas de forma bastante inusitada: rasgando-lhe a mandíbula.

Ao caminhar pela floresta, o grupo se depara com a velha casa dos Crowley e Marybeth começa a contar a lenda de Victor Crowley. Ele foi uma criança deformada que nasceu com uma doença rara. Intimidado por outras crianças, foi mantido escondido em casa por seu pai, Thomas Crowley (Kane Hodder). Certa noite, Thomas o deixou sozinho e um grupo de adolescentes malvados começou a atirar fogos de artifício do lado de fora da casa, para assustar Victor. A casa começou a pegar fogo, Thomas voltou e os adolescentes fugiram. Ao tentar arrombar a porta, Thomas acidentalmente matou Victor, ao atingi-lo no rosto com um machado. Marybeth afirma que Victor, agora morto-vivo, vagueia pelo pântano à noite, à procura do pai, e que o grupo não está seguro na floresta, mas eles não acreditam nela.
Quando Jim e Shannon se aproximam da casa, Victor Crowley (Hodder) aparece e os mata. O grupo foge, Marybeth atira em Victor com um revólver, mas ele se levanta e continua a persegui-los. Shapiro se separa do grupo e Victor o mata. Os sobreviventes decidem voltar e e entrar na casa de Crowley, na esperança de encontrar armas. Chegando na casa, Marybeth descobre os restos mortais de seu pai, Sampson, e de seu irmão, Ainsley.
Marcus, Shawn, Misty e Jenna ouvem um barulho em um arbusto. Marcus vai investigar e descobre que era apenas um guaxinim. Victor então surpreende o grupo e fere Jeena com uma lixadeira. Marybeth e Ben voltam da casa e atacam Victor. Enquanto os outros sobreviventes fogem, Victor mata Shawn e Jeena. Os sobreviventes decidem atrair Victor de volta para a casa e colocar fogo nele, usando os tanques de gasolina de um galpão. Ben entra no galpão para pegar um tanque de gasolina enquanto Misty fica de guarda e Marybeth e Marcus agem como isca. Os dois descobrem que Misty não está mais lá e Victor arremessa o cadáver dela sobre Ben.
Ben encontra um tanque e joga gasolina em Victor enquanto Marybeth e Marcus tocam fogo nele, mas começa a chover e o fogo se apaga. Eles fogem, mas Victor os alcança e mata Marcus. Victor pega uma barra de grade de portão e persegue Ben e Marybeth, cravando a barra de ferro no pé de Ben. Marybeth dobra o ferro até que este aponte para Victor, o empalando e, aparentemente, ele morre. Ben e Marybeth fogem no barco de Sampson. Marybeth é puxada para baixo d'água. Ela vê o braço de Ben e o agarra, mas é puxada por Victor, que está segurando o antebraço cortado de Ben. Ela grita horrorizada, enquanto Crowley ruge no rosto dela e o filme termina repentinamente.

## Elenco e personagens

### Principais
| Kane Hodder, intérprete do monstro Victor Crowley. |  | Joel David Moore, intérprete do desengonçado Ben. |  | Mercedes McNab, intérprete da atriz Misty. |
| Kane Hodder, intérprete do monstro Victor Crowley. |  | Joel David Moore, intérprete do desengonçado Ben. |  | Mercedes McNab, intérprete da atriz Misty. |

- Kane Hodder interpretou o monstruoso Victor Crowley na forma adulta e também Thomas Crowley, o pai do vilão.[13] Victor, portador de uma doença rara, nasceu terrivelmente deformado. Era perseguido por outras crianças, o que levou seu pai a mantê-lo permanentemente escondido em casa. Quando um grupo de adolescentes atirou fogos de artifício em direção à casa de Victor, para que ele saísse de lá, a casa pegou fogo. Thomas tentou salvar Victor arrombando a porta com um machado, mas acabou atingindo o rosto de Victor com o instrumento. Thomas morreu de desgosto por ter matado o próprio filho e Victor, agora um espírito morto-vivo, vagava todas as noites pelo pântano, chamando pelo pai e matando qualquer pessoa que pisava no local.[14]
- Joel David Moore interpretou Ben, um jovem "azarão" e "não necessariamente bom com as mulheres".[15] Junto de um grupo de amigos, estava em uma celebração do Mardi Gras tentando esquecer uma ex-namorada. Entediado com a festa, ele decide participar de uma excursão ao "pântano assombrado de Honey Sland"[nota 2] e convence seu amigo Marcus a ir com ele.[16]
- Deon Richmond interpretou Marcus, o melhor amigo de Ben.[17] Ele não entende por que o outro não consegue aproveitar o Mardi Gras, mesmo com muitas moças fazendo topless pelas ruas da cidade. Acaba indo junto com Ben ao passeio pelo pântano assombrado, mesmo que a contragosto.[8]
- Tamara Feldman interpretou Marybeth Dunston, uma jovem calada e temperamental, que decidiu ir ao passeio no pântano na tentativa de encontrar seu pai e seu irmão, que desapareceram recentemente enquanto caçavam crocodilos. Ela é moradora local, conhece toda a lenda de Victor Crowley e tenta alertar os outros do perigo que estão correndo ao entrarem no pântano.[18] A atriz não retornou em Hatchet II, embora o segundo filme comece exatamente de onde este termina, no encontro repentino entre Marybeth e Victor Crowley. O diretor Adam Green declarou que Feldman "fez escolhas erradas na vida" e se tornou difícil lidar com a atriz. Na sequência, Marybeth foi interpretada por Danielle Harris.[19]
- Mercedes McNab interpretou Misty, uma moça oportunista de Los Angeles que queria subir na vida como atriz e que se envolveu com um diretor inescrupuloso na tentativa de promover sua carreira, planejando manipulá-lo em seguida a conseguir um trabalho para ela.[20] Ele queria aproveitar a excursão ao pântano para gravar um filme na localidade com ela e outra aspirante à atriz, com a qual geralmente Misty se desentendia.[8]
- Parry Shen interpretou Shawn, um guia turístico completamente inexperiente que promove a excursão ao pântano de forma clandestina. Embora seu personagem morra no filme, a presença do ator acabou se tornando uma piada interna na franquia e Shen retornou nos demais filmes da série.[21]
- Joleigh Fioreavanti interpretou Jenna,[13] a parceira de cena de Misty. Mandona e arrogante, Jenna acreditava ser uma promissora atriz, mas até o momento havia conseguido apenas um contrato para atuar em um filme erótico que seria gravado durante aquela excursão ao pântano.[8]
- Joel Murray interpretou Doug Shapiro,[22] o diretor que havia contratado Misty e Jeena para gravar no pântano um filme erótico chamado Bayou Beavers. Ele enganou as moças, dizendo ter credenciais de cineasta, mas na verdade não passava de um amador interessado apenas nas gravações eróticas das duas.[8]
- Patrika Darbo interpretou Shannon Permatteo,[22] uma típica turista americana de classe média. Ela vai acompanhada com o marido Jim na excursão a Honey Sland. Religiosa, fica horrorizada com a libertinagem de Shapiro, Misty e Jeena. Ela e o marido são as primeiras vítimas de Victor Crowley quando o grupo é atacado pela criatura.[11]
- Richard Riehle interpretou Jim Permatteo,[22] marido de Shannon, um típico turista americano de classe média. Quando o barco da excursão encalha, ele é atacado por um crocodilo e, momentos depois, é o primeiro do grupo a ser morto por Victor Crowley, juntamente com sua esposa.[11]

### Secundários
- John Carl Buechler interpretou Jack Cracker,[13] um alcoólatra desabrigado que vive nos arredores do pântano mal-assombrado. Ele aparece por alguns minutos na cena em que os personagens partem no barco, e tenta alertá-los do perigo que correm ao entrarem ali, mas ninguém o leva a sério. Buechler também foi supervisor de efeitos especiais do filme.[23]
- Rileah Vanderbilt interpretou a versão jovem de Victor Crowley.[13] A princípio, ela seria apenas modelo para a criação da máscara da versão infantil do monstro, mas depois acabou sendo integrada ao elenco do filme.[21] Ela era namorada de Green na época.[7][16]

### Participações especiais
Para homenagear as produções de terror old school, especialmente as da década de 1980, o diretor Adam Green trouxe para o elenco do filme, além de Kane Hodder (principal intérprete de Jason Voorhees e que em Hatchet também fez o personagem central), três atores que participaram de importantes produções de terror consideradas clássicas na contemporaneidade.
- Robert Englund, o Freddy Krueger de A Nightmare on Elm Street (1984), interpretou Sampson Dunston, o pai desaparecido de Marybeth. Ele caçava crocodilos ilegalmente no pântano de Honey Sland, junto com o filho Ainsley, quando foi atacado e morto por Victor Crowley, se tornando a primeira vítima de Crowley no filme.
- Tony Todd, o Candyman do filme homônimo de 1992, interpretou Reverendo Zombie, guia turístico da excursão ao pântano que havia sido processado por negligência e por isso havia encerrado suas atividades. Em Hatchet, o personagem aparece por poucos minutos e não ficamos sabendo muito sobre ele, mas, a partir do segundo filme, Zombie é melhor desenvolvido e se torna um personagem do núcleo principal. Ele é dono de uma loja de artigos de Halloween e similares, conhece bastante sobre a lenda de Crowley e o que pode ser feito para deter o terrível espírito.
- Joshua Leonard, de The Blair Witch Project (1999), interpretou Ainsley Dunston, filho de Sampson e irmão mais novo de Marybeth. Ele sentia certa inveja da irmã, que aparentemente era mais estimada pelo pai do que ele. Ainsley é a segunda vítima de Crowley no filme.

## Produção

### Antecedentes
Hatchet foi o primeiro trabalho notório do cineasta Adam Green, um grande entusiasta do cinema de horror. Em meados da década de 2000, ele sentia-se incomodado com o estado em que se encontravam, como um todo, as produções norte-americanas de terror, particularmente com o excesso de refilmagens, sequências e o boom das adaptações estadunidense de produções do cinema de horror asiático, notavelmente de filmes de terror japoneses. Ele também apontava o excesso de CGI em detrimento dos efeitos práticos, a ausência de novos ícones do gênero e, até mesmo, o surgimento do subgênero "torture porn" (em que o foco é nas cenas de tortura, como no filme Hostel) como indícios do desgaste do gênero. O diretor acreditava que o cinema de terror havia perdido muito do fator diversão, tão evidente na década de 1980, e que agora as produtoras achavam que as pessoas não queriam nada além "de filmes para maiores de 13 anos". Pensando nisso, Green decidiu dar sua própria contribuição para a volta desse "espírito oitentista" ao gênero e começou a criar o universo de Hatchet.

### Roteiro e desenvolvimento
Segundo Green, a ideia original do filme é baseada em uma história que ele ouviu quando tinha oito anos de idade. Enquanto passava férias em um acampamento de verão, um dos monitores o alertou para ficar longe de uma determinada cabana ou o "Cara de Machado", um monstro que vivia lá, iria pegá-lo. Adam, que desde cedo tinha interesse por filmes slashers, ficou entusiasmado com a história e quis saber mais sobre aquele monstro, porém os monitores não lhe contaram mais nada. Sem saber o motivo real da advertência, Green inventou uma história de terror na qual explicou a origem do monstro, o qual chamou de Victor Crowley.

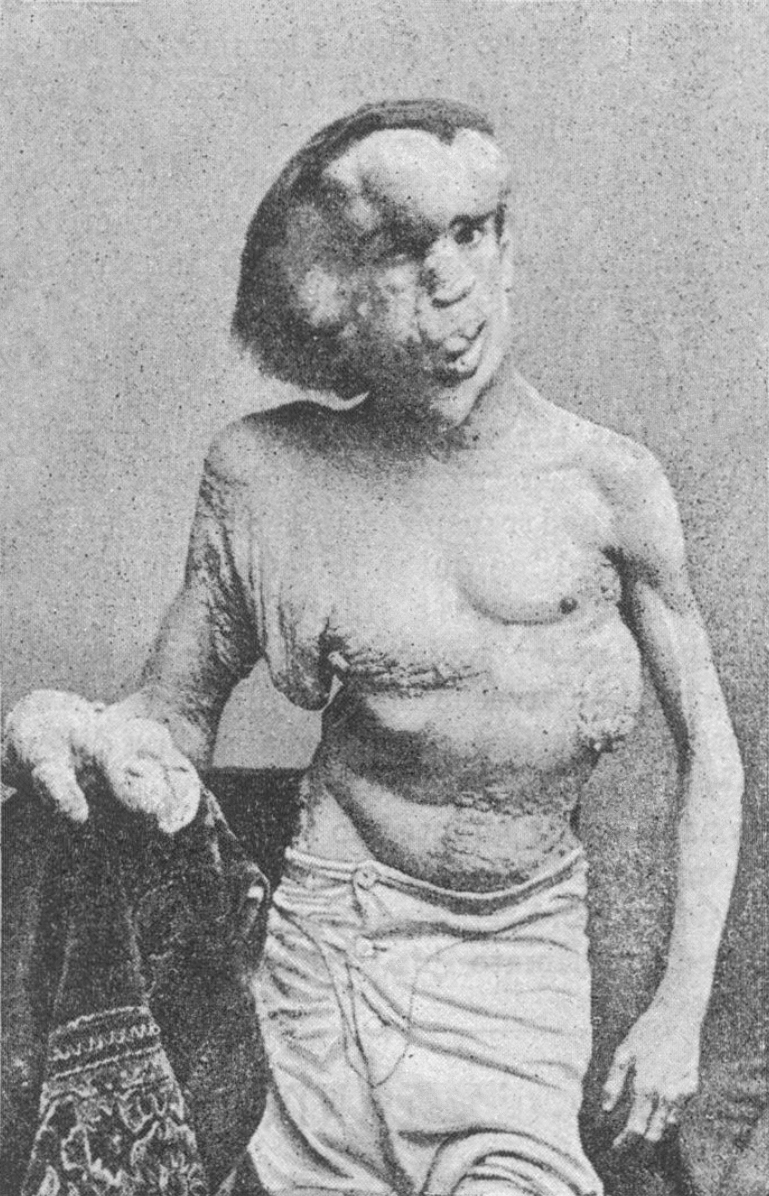
Joseph Merrick foi uma das inspirações para o design do personagem Victor Crowley.

Green declarou que chamou o personagem de Victor Crowley porque o nome "soava legal", assim como os nomes de Michael Myers ou Freddy Krueger. Ele acrescentou que, em determinado momento, solicitaram-lhe que inventasse uma história que explicasse a origem do nome, pediram-lhe para dizer que Victor Crowley "é como aquele seu vizinho que costuma transar com gatos ou algo assim", mas ele simplesmente não inventou nenhuma explicação do tipo; para o diretor, o nome Victor Crowley soava bem, apenas isso.
O design de Victor Crowley foi inspirado em Joseph Merrick (o "Homem Elefante") e em Roy L. Dennis, um garoto norte-americano que sofria de um distúrbio ósseo facial extremamente raro e cuja história foi contada no filme Mask (1985). O cineasta também se inspirou em Sexta-Feira 13 - Parte 2, um dos primeiros filmes de terror que assistiu. Uma determinada cena dos momentos finais, na qual  Jason inesperadamente atravessa uma janela e agarra a protagonista, deixou Green, que era criança quando viu o longa-metragem pela primeira vez, bastante assustado. Ele quis transmitir uma sensação semelhante através do monstro de Hatchet.
Green relatou que começou a escrever o argumento do filme em 2003. Em Nova Orleans, compareceu a uma festa de despedida de solteiro de um amigo dos tempos de colégio chamado Ben, cuja noiva se chamava Marybeth, razão pela qual os personagens principais do filme também se chamam assim. Ao conhecer os novos amigos de faculdade de Ben, o cineasta percebeu que tinha pouco em comum com eles, que só conversavam sobre basquetebol, e não estava interessado nisso. Ele saiu da festa entediado, muito semelhante ao personagem do filme, e ficou vagando pelas lojas de vodu, típicas da região, em busca de algo que o interessasse. Numa delas, anunciaram-lhe um passeio noturno a um pântano assombrado, mas o guia não tinha mais permissão para realizar a viagem porque o seguro do barco tinha ficado muito alto. Green imaginou uma tragédia que poderia acontecer numa excursão desse tipo e, assim, a história dos turistas de Hatchet foi ganhando forma. Naquela noite, ele foi com os amigos ver uma banda tocar e notou que o baterista não tinha mãos e suas baquetas estavam coladas nos pulsos com fita isolante. O diretor ficou impressionado com a habilidade do músico e comentou: "Eu estava lá com meu amigo Ben, que estava se casando com Marybeth, imaginando um passeio no pântano e um cara que se parecia com Victor Crowley. Corri para casa e no dia seguinte comecei a escrever".
Assim que Green concluiu o roteiro de Hatchet, seu agente o enviou para, pelo menos, dois grandes estúdios, que o recusaram prontamente. Um dos e-mails de rejeição dizia: "Adoramos o roteiro e queremos nos encontrar com Adam, mas você tem que entender que esse filme nunca será feito, pois não é uma refilmagem, não é uma sequência e não é baseado em um filme japonês". Foi daí que veio a inspiração para a tagline do pôster oficial de divulgação de Hatchet, que dizia: "Not a sequel, not a remake, not based on a japonese one. Old school American horror." ("Não é uma sequência, não é uma refilmagem, não foi baseado em um filme japonês. Terror americano da velha guarda", em tradução livre). A ideia surgiu enquanto a equipe produzia um pôster para o Festival de Cinema de Tribeca e o diretor acreditava que era uma boa maneira de "mostrar o bom humor do filme sem parecer bobo", para "sinalizar ao público que não estamos nos levando muito a sério".
Dadas as circunstâncias do cinema de horror na época, os representantes do cineasta praticamente não viam possibilidade do filme acontecer. Segundo ele, numa época em que os maiores sucessos do gênero eram produções como Cabin Fever (2002), voltadas mais para o terror psicológico, não havia mais espaço para um "slasher de floresta", com história simplória e excesso de violência gráfica. Diante de várias negativas que recebeu na tentativa de conseguir financiamento, Green, o ator Kane Hooder e uma equipe de produtores criaram um singelo trailer, que custou apenas quatro dólares e foi postado no website do filme. Esse vídeo despertou interesse entre fãs do gênero e a produção finalmente conseguiu um orçamento razoável que viabilizasse as gravações. Finalmente Hatchet foi filmado e lançado em festivais de cinema independente, como Tribeca. Apesar das dificuldades, a estreia no cinema estadunidense aconteceu. Green comentou que o filme não teve campanha de marketing e a estreia nos cinemas foi limitada a poucas salas.

### Escolha do elenco
Adam Green assumiu alguns preceitos básicos no desenvolvimento de Hatchet, que serviram como princípio norteador por toda a duração do projeto. A ideia era lançar um novo e marcante antagonista, na linha de Jason Voorhees e Michael Myers. Esse novo vilão, assim como seus antecessores, deveria ter uma mitologia simplória e facilmente relacionável. O enredo deveria se beneficiar de elementos de humor negro, sem recorrer a imagens geradas por computador, somente com o uso de maquiagem, próteses e sangue cenográfico do começo ao fim da projeção. Para dar ênfase ainda maior ao tom referencial e de homenagem ao cinema de horror da década de 1980, Adam trouxe para o projeto alguns atores consagrados do gênero.
Green entrou em contato com Kane Hodder através do supervisor de efeitos especiais John Buechler (que também interpreta Jack Cracker no filme) e ofereceu ao ator o papel de Victor Crowley. Como o personagem não tinha diálogos e precisava estar coberto por maquiagem, Hodder perguntou ao diretor se havia outro papel no qual ele pudesse atuar um pouco mais, além do vilão. Green então permitiu que ele também interpretasse o pai de Victor Crowley. Sobre a experiência de interpretar Victor Crowley, o ator comentou que o monstro era um personagem divertido e parecido com Jason, já que matava todos que pudesse alcançar, porém era bem mais rápido e imprevisível, diferenciando-se nesse aspecto do assassino que Hodder interpretou na série Sexta-Feira 13.
Adam encontrou Joshua Leonard pela primeira vez num evento de estreia do filme Madhouse (2004), protagonizado pelo ator. Leonard é mundialmente conhecido por participar como ele mesmo no filme The Blair Witch Project, de 1999. Esse era o único trabalho pelo qual Green conhecia Leonard e achou interessanter ver pela primeira vez o ator "interpretar um personagem". Os dois conversaram, se tornaram amigos e Leonard foi, depois de Kane Hodder,  o primeiro ator de grande projeção a entrar no projeto de Green.
Trazer Robert Englund para o projeto não foi nada fácil para Green, pois, a princípio, a produção não contava com um orçamento à altura para oferecer ao intérprete de Freddy Krueger. Durante um evento do Masters of Horror em 2005, Green deparou-se com Englund, mas não conseguiu propor nada a ele. Para a sorte do diretor, Englund gostou tanto da camiseta que Green estava usando, a qual tinha uma estampa de Marilyn Manson onde se lia "Suicide Kings", que disse que também queria uma. Green então foi para casa e comprou a camiseta online e a enviou, junto com o roteiro do filme, para Englund. Dias depois, Englund ligou para Green dizendo que queria uma participação em Hatchet. O diretor relatou que Englund chegou até a promover o filme sem receber nada por isso.
Foi também por intermédio de Buechler que Green conseguiu contatar Tony Todd, intérprete do vilão principal de Candyman (1992), e trazê-lo para o elenco de Hatchet, oferecendo-lhe uma participação especial como o Reverendo Zombie. Todd já tinha ouvido falar de Green e aceitou participar do projeto mesmo sabendo da limitação orçamentária da produção. Green ficou sabendo mais tarde que Todd e Englund, bem como os demais atores, trocaram informações para descobrir se o projeto de Green era real, pois não queriam envolver seus nomes em uma produção tão incerta. Apesar disso, o diretor teve sorte, pois os atores abraçaram o projeto e corresponderam às expectativas do cineasta.
Joel David Moore impressionou Green desde o primeiro teste de elenco para o papel de Ben. O cineasta comentou que ele e Moore tiveram uma ótima relação de trabalho, de respeito e admiração mútuos. A parceria deu tão certo que os dois trabalharam juntos novamente em 2007, co-dirigindo um longa-metragem chamado Spiral, que no Brasil recebeu o título de Círculo do Pânico. Moore comentou que promoveu uma mudança geral nas características psicológicas e físicas Ben, uma vez que o personagem foi pensado a princípio para um tipo de ator bem diferente, "meio que para um cara como Chad Michael Murray", referindo-se à questão da beleza física.
Em seu teste de elenco, Tamara Feldman deveria contar a lenda de Victor Crowley com toda a emoção que a cena pedia, como visto no filme. Depois de várias leituras da peça, Green solicitou que ela passasse o texto em mais ou menos dez segundos, ao que ela tentava e acabava pulando e falando muito rápido e exageradamente, fazendo todos rirem e convencendo o diretor e lhe conceder o papel da protagonista Marybeth. Green elogiou a atuação de Feldman especialmente na cena em que a personagem precisou chorar ao descobrir que os parentes estavam mortos. Posteriormente, a atriz desagradou Green e acabou sendo excluída das sequências de Hatchet.
Deon Richmond não fez teste para seu papel. O ator relata que Green lhe telefonou, disse que o conhecia e admirava seu trabalho e o queria no elenco de Hatchet. Green contou todo o enredo do filme a Richmond e disse que a presença de Marcus no filme era essencial para o público.  Richmond sentiu que aquele era o personagem perfeito para ele. Mercedes McNab declarou que entrou para o projeto por considerar que o roteiro construía os personagens de modo a fazer o público se importar com eles e torcer para que não morressem. McNab e Joleigh Fiorevant se tornaram melhores amigas durante as filmagens.

### Filmagens
O longa-metragem teve parte de suas cenas filmadas na cidade de Nova Orleans, no estado da Louisiana. Em Santa Clarita, na Califórnia, a produção filmou as sequências do pântano de Honey Sland, usando como locação o Rancho Sable 25933, localizado na região de Sand Canyon Road. O local, com sua antiga fazenda em estilo espanhol, já serviu de locação para diversas outras produções de cinema e televisão, como as séries Maverick e The A-Team, e os filmes Memoirs of an Invisible Man (1992) e Motel Hell, um terror cult de 1980. Um incêndio de grandes proporções ocorreu na localidade em 2016. Hatchet foi o último filme produzido em Nova Orleans antes da passagem do furacão Katrina pela cidade.
A maquiagem de Victor Crowley levava cerca de três horas para ficar pronta e, para se conseguir o efeito horripilante das várias mortes que são mostradas na tela, foram utilizados aparelhos antiquados  de borracha e espuma e os chamados efeitos especiais práticos, aqueles que são realizados no próprio set de filmagem, sem nenhuma adição posterior de imagens geradas por computação gráfica. Os efeitos especiais foram criados por John Carl Buechler, que também realizou trabalhos similares em muitos filmes de terror na década de 1980, além de já ter dirigido Kane Hodder em Friday the 13th 7: The New Blood.
Um dos truques usados por Green para obter reações de susto autênticas do elenco foi não permitir que os atores vissem Hodder caracterizado como Crowley até a primeira cena em que o monstro e suas vítimas se encontram. Além disso, Hodder deixava que o resto do elenco o visse caracterizado como Victor apenas durante as gravações e procurava se manter no personagem mesmo depois da conclusão das cenas, se escondendo pelo cenário ou não falando com seu tom de voz normal, de modo a manter um clima de intimidação no set.
Uma das armas de Crowley era uma lixadeira a gás. Na realidade, esse artefato foi uma criação dos designers de produção do filme, uma vez que Green preocupou-se com a ideia de que Victor usando uma lixadeira normal seria muito inverossímil, já que não teria como ele conectar o objeto à rede elétrica. A cena do incêndio da casa dos Crowley só foi concluída depois de três tentativas; na primeira, a filmagem foi impedida por autoridades ambientais que alertaram que o fogo poderia atingir uma árvore de carvalho das proximidades e, na segunda, a nova locação onde a cena seria gravada foi ocupada pelo diretor Rob Zombie e a equipe do filme Halloween.
Para transmitir uma reação autêntica de terror, Joel David Moore decidiu vomitar de verdade durante uma das cenas, conseguindo isso ao ingerir uma mistura de suco de laranja e sopa de mariscos. Tamara Feldman relatou que imaginou as mortes do próprio pai e irmão, conseguindo chorar de verdade durante a cena em que encontra os restos mortais de Sampson e Ainsley. A atriz também admitiu que tocar na máscara de Crowley, era uma experiência aterradora para ela, uma vez que ela se incomodava muito com o látex e a espuma de que a máscara era feita.

### Música
As seguintes canções compõem a trilha sonora do filme:
| Título                         | Composição                                 | Artista                                                       | Gravadora cedente                     |
| ------------------------------ | ------------------------------------------ | ------------------------------------------------------------- | ------------------------------------- |
| "This Is The New Shit"         | John Lowery, Tim L.K. Skold e Brian Warner | Marilyn Manson                                                | EMI e Chrysalis Music, GTR HACK Music |
| "This Is The New Shit (Remix)" | John Lowery, Tim Skold e Brian Warner      | Marilyn Manson e Goldfrapp                                    | EMI e Chrysalis Music, GTR HACK Music |
| "I Don't Want To Wait"         | Paula Cole e Terri Caldwell                | Mark Faden, Toby Caldwell e Todd Caldwell                     | _                                     |
| "Jambalaya"                    | Todd Caldwell                              | Steve Williams, Billy McClaren, Toby Caldwell e Todd Caldwell | _                                     |

Green queria que a música do filme delimitasse de forma marcante os momentos iniciais de humor e o clima de terror que se instaura depois, então ele pediu que o compositor Andy Garfield fizesse uma música "bem festiva" para a cena do passeio no ônibus. Segundo Garfield, o tema orquestral principal do filme foi inspirado na trilha de John Williams para Jurassic Park, e a ideia era que a música levasse o público a se sentir mal "quando não apenas o elenco principal morresse, mas quando Victor estivesse machucado; ele não era malvado, só estava zangado e confuso". Toda a partitura de Hatchet foi realizada a partir de consultas à bibliotecas de samples, pois não havia orçamento suficiente para gravações ao vivo.

## Lançamento e recepção

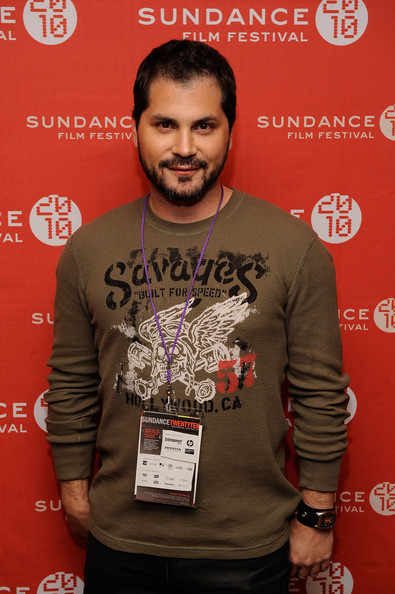
O diretor e roteirista Adam Green.

Durante o ano de 2006, enquanto procurava uma distribuidora, Adam Green levou seu filme a diversos festivais de cinema independente ou voltados aos gêneros terror e fantasia, incluindo o Festival de Cinema de Tribeca e o Festival de Cinema de Sitges, na Espanha. O cineasta relatou que seus próprios agentes não queriam representá-lo nesses eventos, por não acreditarem no potencial do filme. No entanto, Hatchet foi recebido com muito entusiasmo nesses festivais, recebendo elogios do público e da crítica online.
No London FrightFest Film Festival, em 25 de agosto de 2006, Hatchet foi apresentado no palco por Adam Green, que também participou de uma sessão de perguntas e respostas após a exibição do filme. No Fantastic Fest em Austin, Texas, em 2006, o filme esgotou as entradas nas duas noites em que foi exibido, a organização do evento teve de providenciar assentos extras para a plateia e alguns espectadores assistiram ao filme sentados no chão do cinema. O filme venceu o prêmio da audiência de "Melhor Filme", bem como os prêmios do júri de "Melhor Ator" (Kane Hodder) e "Melhores Efeitos Especiais". Na Alemanha, também em 2006, o filme foi selecionado para o Germany's Fantasy Film Festival e percorreu várias cidades alemãs, entre elas Munique, Nuremberg, Frankfurt, Hamburgo e Berlim.
Hatchet teve lançamento comercial limitado nos cinemas dos Estados Unidos no dia 7 de setembro de 2007 e também estreou em algumas poucas salas no Reino Unido em 5 de outubro de 2007. Nos Estados Unidos, o filme inicialmente recebeu da Motion Picture Association of America (MPAA) a classificação NC-17 (entrada de menores não permitida nas sessões), mas foi posteriormente editado e exibido nos cinemas com a classificação R (entrada de menores permitida com acompanhamento de um adulto) por apresentar "forte violência sangrenta de terror, conteúdo sexual, nudez e linguagem inadequada".
Green, incomodado com os cortes que teve que fazer no filme, criticou em entrevista a MPAA e alegou que em Hatchet "ninguém usa drogas, ninguém nem fuma cigarro no filme; há poucos palavrões e o sangue é tão ridículo que o público fica animado, ri e aplaude". Comentou ainda que o filme não receberia esse mesmo tratamento se tivesse sido produzido por um grande estúdio. Green acrescentou:
"Se você dá uma classificação NC-17, sua mensagem para os pais americanos é de que não há problema em estuprar, matar alguém, atirar em pessoas, drogas, sexo ou fazer comentários homofóbicos [como em outros filmes]; mas, Deus nos livre se um monstro do pântano com uma lixadeira a gás persegue um grupo de comediantes por um pântano e os mata de forma caricatural. É aí que se deve impor limites".
Além dos títulos Terror no Pântano (Brasil) e Hatchet - Pesadelo no Pântano (Portugal), o longa-metragem recebeu ao redor do mundo, entre outros, os títulos Hatchet: Old School American Horror, na Alemanha; e Butcher: la légende de Victor Crowley (Açougueiro: a lenda de Victor Crowley), na França. Também é conhecido como O Baltas, na Grécia; Kirvis, na Lituânia; Sekira, na Sérvia; Topór, na Polônia;  e Balta, na Turquia, sendo que, em todos esses casos, o título pode ser livremente traduzido como "machado" ou ainda "machadinha", nome da ferramenta que traduz literalmente o título original do filme.

### Mídia doméstica
Hatchet foi lançado em DVD em 18 de dezembro de 2007 nos Estados Unidos. Há duas versões disponíveis: a que foi editada para os cinemas e a versão original do diretor, sem classificação. A diferença entre as duas versões, é que o corte sem classificação tem um minuto a mais de cenas de gore, com detalhes das mortes de Jeena e Jim Permateo que não foram vistos na versão exibida nos cinemas. O DVD apresenta como material extra o trailer oficial dos cinemas; uma faixa com comentários de Adam Green, Will Barrat, Tamara Feldman, Joel David Moore e Deon Richmond; o making-of do filme; histórias dos bastidores; detalhes sobre os efeitos especiais; erros de gravação; além de um vídeo com a participação do vocalista Dee Snider, da banda Twisted Sister, falando de sua longa amizade com Adam Green.
O filme teria feito 6 milhões de dólares em locação nos Estados Unidos apenas nas três primeiras semanas de lançamento. Hatchet já vendeu mais de 597 022 unidades na América do Norte, traduzindo-se em 8 262 721 dólares. O filme foi lançado em Blu-ray em 7 de setembro de 2010.
No Brasil, o filme foi lançado em 2008 diretamente em DVD pela distribuidora Imagem Filmes, que apresentou Hatchet como "uma volta alucinante ao gênero slasher dos anos 80", com classificação indicativa para maiores de 18 anos. Essa versão conta com áudio e legendas em inglês e português, e apresenta como material extra apenas o trailer oficial e uma galeria de fotos, não contendo os demais bônus da versão norte-americana. Em Portugal, o DVD foi distribuído pela Lusomundo Audiovisuais SA, com áudio em inglês e legendas em português, contendo todos os extras da versão original, com exceção do trailer oficial.

### Reação da crítica
Apesar do sucesso de Hatchet nos festivais, agradando especialmente aos fãs do cinema de gênero, o filme despertou reações bem diversas na crítica especializada. Um bom exemplo disso pode ser observado no agregador de críticas Rotten Tomatoes, no qual Hatchet é avaliado positivamente por 50% dos críticos especializados, com base num total de 44 avaliações coletadas pelo site, o que equivale a uma pontuação média de 5,4 de 10; o índice de aprovação do público é de 44%, equivalente a 3 de 5. O site apresenta o seguinte consenso geral dos críticos para o filme: "Sangue em excesso, atuações exageradas e fotografia escura podem fazer parte da essência old school auto-descritiva de Hatchet, mas não se sustenta um filme de terror apenas com ironia".
Para o website Metacritic, que atribui uma avaliação geral fundamentada em 100 opiniões de críticos mainstream, Hatchet recebeu uma pontuação média de 57, baseado em 8 avaliações, o que indica que o filme recebe críticas mistas ou que é considerado mediano pelo consenso geral dos críticos especializados. Por por outro lado, nesse agregador, Hatchet tem 7,9 pontos de aprovação do público, o que indica críticas geralmente favoráveis ao filme.
Escrevendo ao The Guardian, Peter Bradshaw classificou o filme com 2 de 5 estrelas, considerando Hatchet "um [filme de] terror razoavelmente útil" e destacou que há nele algumas passagens engraçadas e que "o sangue e as entranhas são derramados com um alegre mau gosto". Por outro lado, Jeannette Catsoulis, em crítica publicada no The New York Times, comentou que o filme provoca mais riso do que medo, e acrescentou: "Terror sem suspense é como sexo sem amor: você pode até apreciar os detalhes técnicos, mas no final não há razão para se preocupar".
Marc Savlov, do períódico The Austin Chronicle, deu ao filme 3 estrelas e meia de 5, elogiando o "diálogo franco" do filme, a partitura orquestral e os efeitos sangrentos. Ao portal IGN, R.L. Shaffer destacou a homenagem que o filme faz aos slashers dos anos 1980, como Sexta-Feira 13, e a maneira pela qual cria uma atmosfera semelhante à deles, e acrescentou que Hatchet é "um filme com coração" e "um pouco mais desinibido que seus antecessores", ainda que em certos momentos seus efeitos especiais pareçam "baratos".
O site dedicado ao cinema de horror Bloody Disgusting criticou positivamente o filme, elogiando o estilo slasher oitentista e o chamando de "um ótimo passeio sangrento". A revista Cinefantastique, também especializada no gênero, assinalou que "Hatchet tem um elenco de personagens que inspiram suspiros de medo e arrependimento - não aplausos de aprovação - quando morrem" e que "o filme chega perigosamente perto de passar dos limites, com mortes genuinamente arrepiantes", mas ressaltou que "por mais que Green tente repensar a fórmula, ele não evita todos os clichês. Fiel à tradição, Hatchet apresenta mulheres bonitas que se despem e morrem de forma horrível, e o melhor amigo do herói branco é um negro que - inevitavelmente - não sobrevive até os créditos finais".

### Prêmios e indicações
| Ano  | Prêmio                                       | Categoria                                             | Nomeação           | Resultado |
| ---- | -------------------------------------------- | ----------------------------------------------------- | ------------------ | --------- |
| 2006 | Austin Fantastic Fest (prêmios da audiência) | Melhor Ator                                           | Kane Hodder        | Venceu    |
| 2006 | Austin Fantastic Fest (prêmios da audiência) | Melhor Filme                                          | Adam Green         | Venceu    |
| 2006 | Austin Fantastic Fest (prêmios da audiência) | Melhores Efeitos Especiais                            |                    | Venceu    |
| 2006 | Austin Fantastic Fest (prêmios do júri)      | Melhor Ator                                           | Kane Hodder        | Venceu    |
| 2006 | Austin Fantastic Fest (prêmios do júri)      | Melhores Efeitos Especiais                            | John Carl Buechler | Venceu    |
| 2007 | Fantasia Film Festival                       | Melhor Filme Europeu, Norte-americano ou Sulamericano | Adam Green         | Venceu    |
| 2007 | Fright Meter Awards                          | Melhor Filme de Terror                                |                    | Indicado  |

## A sérieHatchet
Em novembro de 2009, a Anchor Bay Entertainment, distribuidora do filme, lançou um pôster promocional da primeira sequência, Hatchet II, e Green retornou à direção. Hodder retornou nos papéis de Victor e Thomas Crowley, assim como Todd interpretou novamente Reverendo Zombie e Buechler voltou como Jack Cracker. No elenco também estavam R.A. Mihailoff (Leatherface: Texas Chainsaw Massacre III) e Danielle Harris (da série Halloween), que interpretou Marybeth Dunston, substituindo Tamara Feldman. Hatchet II começou exatamente de onde o primeiro filme terminou e ampliou a história da origem de Crowley, adicionando detalhes sobre como deter sua maldição.
Green confirmou em 29 de março de 2010 seu interesse de estender a série com mais duas sequências. Em 2013, foi lançado Hatchet III, sequência direta do segundo filme. O enredo adotou um tom mais investigativo, com a polícia encontrando os corpos das vítimas dos dois primeiros filmes e Marybeth sendo considerada como principal suspeita, enquanto uma repórter interpretada por Caroline Williams (The Texas Chainsaw Massacre 2) tenta provar que a lenda de Crowley é real.
Em agosto de 2017, em comemoração aos dez anos da estreia de Hatchet nos cinemas, foi lançado a quarta parte da franquia, que recebeu o nome de Victor Crowley. O filme foi gravado em segredo ao longo de 2016 e é a primeira sequência a não ser continuação direta da anterior, com o enredo também se passando dez anos depois dos eventos do filme original. Parry Shen, que esteve presente nos outros três filmes, sempre em papéis diferentes, retornou também a este e seu personagem é o protagonista da trama dessa vez.
Ainda no contexto da comemoração dos dez anos de Hatchet, a ArieScope, produtora fundada por Adam Green, lançou em janeiro de 2017 uma série de livros de histórias em quadrinhos inspirada no filme, em parceria com a editora American Mithology. O projeto apresenta novas histórias de Victor Crowley e é ilustrado por Andrew Mangum, artista que já trabalhou numa série em quadrinhos derivada da franquia de terror Puppet Master, e as capas incluem a arte de Greg LaRocque, desenhista da revista The Flash. O enredo geral é o seguinte:
"Condenado a reviver para sempre seus últimos momentos, Crowley mata brutalmente qualquer um que seja tolo o suficiente para entrar em seu pântano-santuário. Repleto de gore, terror típico dos filmes clássicos de monstro e uma boa dose de humor negro, estes são os quadrinhos definitivos para os fãs de um bom susto!"